# Miroslav Zikmund (malíř)
Miroslav Zikmund (10. června 1931 Plzeň – 1. prosince 2004 Plzeň) byl český malíř, sochař a restaurátor.

## Život
Vyrůstal ve Starém Plzenci. Po skončení základní školy se vyučil  písmomalířem. Studoval grafiku a malbu na střední umělecké škole v Praze. V plzeňském propagačním podniku, kam nastoupil v roce 1956, pracoval jako výtvarník. Podílel se dlouhodobě na přípravě výstav EX Plzeň i dalších výstavních akcí. V Karlových Varech a v Chebu řešil taktéž interiéry několika vináren a kaváren. V této době se zabýval i sochařinou. V roce 1971 složil mistrovské zkoušky z muzejního konzervátorství. Působil v Plzni a věnoval se zvláště olejomalbě. Tvořil v ateliéru v Hálkově ulici 46. Byl členem Unie výtvarných umělců ČR a Mezinárodní organizace výtvarných umělců. Jeho díla zdobí veřejné i soukromé sbírky v České republice, Německu, Velké Británii, Nizozemí, Francii, Itálii, Kanadě, Mexiku, Španělsku i USA.

## Dílo
Autor ve svých dílech často zobrazoval snové krajiny a pohádkový svět plný romantiky, čerpal náměty z oblasti mytologie a magie. Řada jeho olejomaleb vyšla jako samostatné pohlednice, přání, či byla použita v kalendářích.

### Výstavy
Na svém kontě má okolo dvou desítek samostatných a nepočítaně[ujasnit] společných výstav.
Samostatné výstavy (výběr):
- Vzpomínka na svět Miroslava Zikmunda, Profirám Galerie, vernisáž 1. 6. 2009
- Pohádkový svět – Očima Miroslava Zikmunda, Profirám Galerie, vernisáž 11. 6. 2012
- Výstava, Gallery Art Plzeň, vernisáž 3. 10. 2013